# Twierdza fortowa

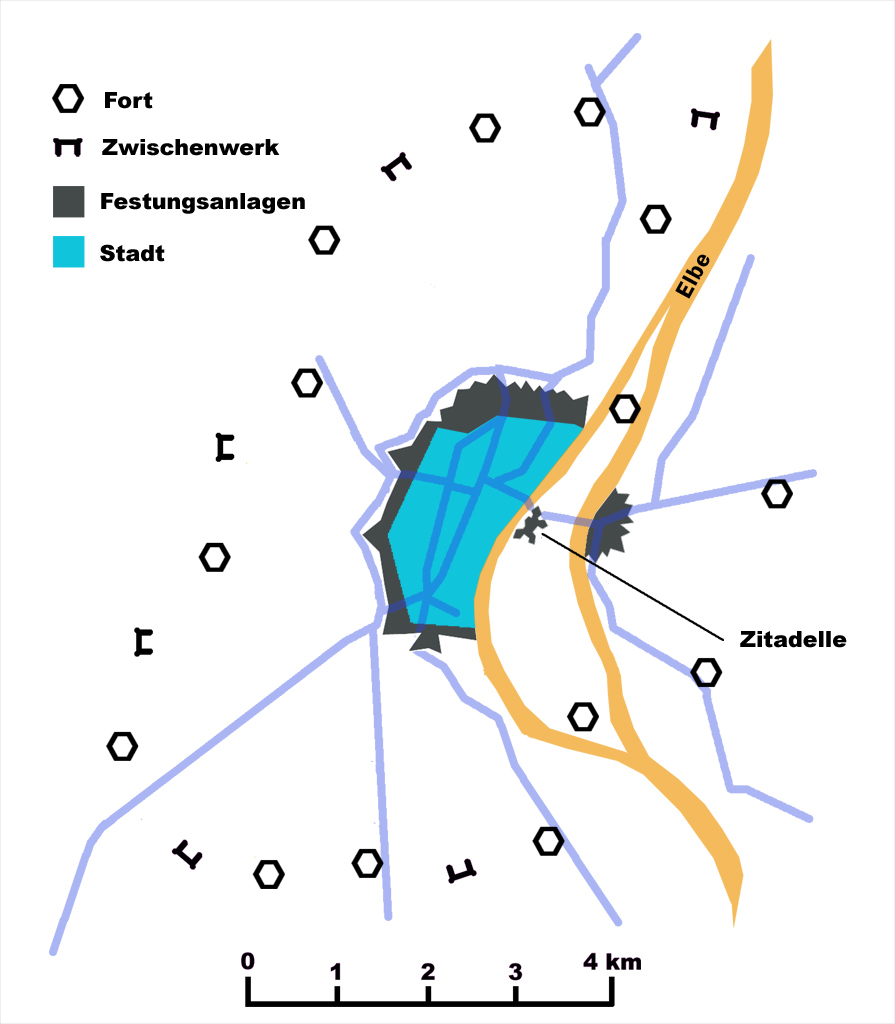
Twierdza fortowa

Twierdza fortowa (pierścieniowa) – twierdza składająca się z kilku odrębnych pierścieni obronnych. Pierścień zewnętrzny był zbudowany z szeregu fortów, czyli dzieł fortyfikacyjnych zdolnych do samodzielnej obrony. Jego rolą było odsunięcie wroga jak najdalej od centrum twierdzy (6-10 km).
Międzypola fortów pierścienia zewnętrznego były zabezpieczone fortyfikacjami polowymi, tworząc hermetyczną linię obrony. Pierścień wewnętrzny, tzw. rdzeń (fr. noyau), to najczęściej zespół dzieł starszej generacji, np. fortyfikacji bastionowych, chroniących zaplecze twierdzy w razie przerwania pierścienia zewnętrznego przez jednostki wroga, np. kawalerię. Rdzeń od centrum twierdzy fortowej dzieliła odległość 3-5 km. Jądrem twierdzy fortowej często było miasto z cytadelą, będącą ewentualnym ostatnim ośrodkiem oporu.

## Historia
W wyniku rozwoju artylerii, na początku XIX wieku została skonstruowana twierdza fortowa. W połowie XIX wieku składała się z tzw. jądra (którym była najczęściej stara twierdza o narysie bastionowym lub innym) i oddalonego o 2-3 km od jądra pierścienia fortów. W wyniku wynalezienia artylerii gwintowanej i pocisku burzącego nastąpił rozwój twierdzy fortowej. Do budowy twierdz zaczęto używać beton, żelbet i pancerz.
W czasie I wojny światowej twierdza fortowa składała się z pozycji wysuniętej, pozycji głównej, pozycji wsparcia, rdzenia i ogólnego śródszańca. I wojna światowa wykazała nieprzydatność systemu fortyfikacyjnego opartego na twierdzach fortowych. Niemal wszystkie twierdze, które zetknęły się z nacierającymi armiami, zostały zdobyte w krótkim czasie (6-14 dni). Wyjątkiem były twierdza Verdun, twierdza Przemyśl i twierdza Osowiec. Po zakończeniu wojny we wszystkich państwach Europy przyjęto nowy system ufortyfikania granic kraju na wypadek wojny, tzw. rejon umocniony.